# Joža Mahnič
Joža Mahnič, slovenski literarni zgodovinar in univerzitetni učitelj, * 1. oktober 1918, Bohinjska Bistrica, † 2. julij 2009.

## Življenje in delo
Po končani klasični gimnaziji v Ljubljani je študiral romanistiko in slovenistiko na Filozofski fakulteti v Ljubljani. Leta 1948 je doktoriral iz primerjalne književnosti in literarne teorije z disertacijo  Problem baudelairizmov pri Župančiču. Na Filozofski fakulteti je bil asistent volonter za primerjalno književnost, pozneje je tam  honorarno predaval didaktiko slovenskega jezika in književnosti, kasneje pa na Akademiji za glasbo kulturo pisnega in ustnega izražanja. Tedaj je postal habilitirani univerzitetni profesor. Zaradi politične nezaželenosti je služboval po ljubljanskih gimnazijah, največ na Gimnaziji Jožeta Plečnika, bil je  ravnatelj Slovanske knjižnice; od leta 1994 do 2008 je bil predsednik Slovenske matice, ob koncu predsedovanja pa je bil imenovan za častnega predsednika.
Ukvarjal se je predvsem s slovensko moderno, posebej z Otonom Župančičem. V Zgodovini slovenskega slovstva je v peti knjigi orisal Obdobje moderne, zatem pa je urejal in z opombami opremil devet knjig Zbranega dela Otona Župančiča. V zvezi s pesnikovim ustvarjanjem je izdal in napisal spremno besedo k faksimilirani izdaji rokopisa zbirke, na novo objavil ljubezenske Pesmi za Berto, otroške Abecedo na polju in v gozdu, poskus rekonstrukcije zbirke Med ostrnicami, zbirko Ciciban, izbor iz celotnega opusa Podaj mi roko, pesem! ter knjigo Pripovedi o Župančiču in pomenki z njim. Prav tako je objavil poljudno študijo Oton Župančič leta 1955, monografijo k zbranemu delu o Otonu Župančiču Ustvarjanje, razvoj, recepcija leta 1998, zbornik razprav o slovenskih avtorjih 20. stoletja Presoje in pogledi leta 2000, 2006 pa je izšel zbornik razprav, kritik in zapisov z naslovom Od Zoisa prek moderne do Kocbeka.
Uredil in napisal je spremne besede h Kettejevim Basnim in pravljicam, k otroškim pesmim Srečka Kosovela Otrok s sončnico, k pesmim Stana Kosovela Zrcala, h Koblarjevim spominom Moj obračun, k Slodnjakovemu romanu Pohojeni obraz, k Pahorjevim novelam Varno naročje pa daljšo študijo. Uredil je zbornika z referati s simpozijev, Pregljevega in Koblarjevega ter sodeloval pri mnogih drugih. Pokrajino, zgodovino in kulturo rojstnega Bohinja je poljudno prikazal v knjigi V svetu rože mogote.
Ukvarjal se je z muzeologijo, brez uspeha snoval Slovenski literarni muzej, udejanjil pa spominske zbirke o Valentinu Vodniku v Ljubljani, o Župančiču v Vinici in Ljubljani ter o Francetu Koblarju v Železnikih.
Njegov brat je bil književnik, gledališčnik in teatrolog Mirko Mahnič (1919 - 2018)

## Izbrana bibliografija
- Sence in luči z moje poti. Ljubljana: Slovenska matica, 2009 (COBISS)
- Od Zoisa prek moderne do Kocbeka. Ljubljana: Slovenska matica, 2006 (COBISS)
- Presoje in pogledi Ljubljana: Slovenska matica, 2000 (COBISS)
- Oton Župančič: Ustvarjanje, razvoj, recepcija. Ljubljana: DZS, 1998. (COBISS)
- Jernej Kopitar v Vukovem letu: Govori in referati s študijskih dni in simpozija, podatki o življenju, izbor bibliografije. Ljubljana: Kulturna skupnost Ljubljana Šiška,1998 (COBISS)
- V svetu rože mogote: Razglednice iz nekdanjega Bohinja. Ljubljana: Cankarjeva založba, 1995. (soavtorstvo z Matjažem Glavanom) (COBISS)
- Župančičeva spominska zbirka - Mestni muzej Ljubljana. Maribor: Obzorja, 1985 (COBISS)
- Ustvarjam, torej sem. Celje: Mohorjeva družba, 1985 (COBISS)
- Oton Župančič: Pregled, oznaka in ocena njegove umetnosti in dela: poljudna študija: ob 60-letnici moderne. Maribor: Obzorja, 1955 (COBISS)